# ماتریس متقارن

ماتریس متقارن در حال تقارن اعداد

در جبر خطی ماتریس متقارن (به انگلیسی: Symmetric matrix) به ماتریسی می‌گویند که خودش با ترانهاده‌اش یکسان باشد به عبارت دیگر ماتریس A متقارن است اگر و فقط اگر:
{\displaystyle A=A^{\top }.\,\!}
درایه‌های ماتریس متقارن نسبت به قطر اصلی آن متقارن اند یعنی
اگرA = (aij)، بنابراین
{\displaystyle a_{ij}=a_{ji}\,\!}
به طور مثال ماتریس ۳×۳ زیر متقارن است
{\displaystyle {\begin{bmatrix}1&2&3\\2&4&-5\\3&-5&6\end{bmatrix}}.}
تمام ماتریس های قطری متقارن اند.
تمام ماتریس‌های پادمتقارن درایه‌های قطر اصلی‌شان صفر است.
در مکانیک کوانتم و نظریه میدان کوانتمی برای برخوردها ماتریس متقارن مختلط نگاشته می‌شود که این مقاله برای ماتریس متقارن در اعداد حقیقی به کار می‌رود اما هر ماتریس متقارن مختلط A را می‌توان به صورت   A = U D UT نگاشت، که U ماتریس واحد و D ماتریس قطری با درایه‌های نامنفی است.  یکی از معمولترین کاربردهای آن این است که نشان می‌دهد فرمیون‌ها همواره جرم نامنفی و حقیقی دارند که در نقض سی‌پی کاربرد دارد.
هر ماتریس مربعی را می‌توان به صورت جمع دو ماتریس متقارن و پادمتقارن نوشت:
{\displaystyle X={\frac {1}{2}}(X+X^{\top })+{\frac {1}{2}}(X-X^{\top }).}
که ½(X + XT) ∈ Symn و ½(X − XT) ∈ Skewn. برای تمام ماتریس‌های مربعی صدق می‌کند.

## ماتریس تقارن‌پذیر
یک ماتریس مربعی را زمانی تقارن‌پذیر گوییم هرگاه ماتریس قطری D و ماتریس متقارن S وجود داشته‌باشند که A = DS.
ترانهاده یک ماتریس تقارن‌پذیر نیز تقارن‌پذیر است برای (DS)T = D−T(DTSD). ماتریس A = (aij) فقط زمانی تقارن‌پذیر است که در شرایط زیر صدق کند:
1. {\displaystyle a_{ij}=0{\text{ implies }}a_{ji}=0{\text{ for all }}1\leq i\leq j\leq n.}
2. {\displaystyle a_{i_{1}i_{2}}a_{i_{2}i_{3}}\dots a_{i_{k}i_{1}}=a_{i_{2}i_{1}}a_{i_{3}i_{2}}\dots a_{i_{1}i_{k}}{\text{ for any finite sequence }}(i_{1},i_{2},\dots ,i_{k}).}